# Christian Scavenius
Christian Scavenius (22. oktober 1670 – 30. november 1732) var en dansk højesteretsjustitiarius.
Han var søn af generalprokurør Peder Lauridsen Scavenius. 1692 kom han på Det ridderlige Akademi i København. 1701 fik han titel af kancelliråd, blev senere assessor i Hofretten, udnævntes 1705 til justitsråd, 1716 til kommitteret i Politi- og Kommercekollegiet og blev 1717 etatsråd. 1720 fik han befaling til i Frederik Rostgaards sted at fungere som justitiarius i Højesteret og blev året efter indsat i dette embede. Den tid, han forestod landets højeste domstol, betegner et lidet opbyggeligt afsnit af Højesterets historie. Assessorerne udeblev hyppig fra møderne, tallet af de resterende sager voksede i betænkelig grad, skænk og gave gik i svang på den ublueste måde. 1725 nedsattes til at undersøge disse misbrug en gehejme-inkvisitionskommission, der i sin betænkning erklærede, at Højesteret "daglig violeredes ved hans utilladelige Direktorium", og Scavenius erklæredes for skyldig i at have modtaget bestikkelser. 1726 blev han afskediget i nåde. Ved Christian VI's tronbestigelse udnævntes Scavenius til konferensråd "med Rang foran dem, som efter hans Dimission vare forfremmede", kom atter til at votere og blev medlem af en kommission til at indgive forslag om lavenes artikler og privilegier. Scavenius døde allerede 30. november 1732. Andreas Hojer kalder ham en forstandig og vakker, men pengebegærlig herre. Han ejede kortvarigt Giesegård.
Scavenius ægtede 21. september 1698 i København Ingeborg Christine Hiort (døbt 23. marts 1680 i
København, gravsat 27. august 1748 sammesteds), datter af etatsråd Peder Sørensen Hiort og Anna Winding.